# Olympia 81 (Dalida)
Cet article concerne l'album de Dalida. Pour l'album d'Yves Montand, voir Olympia 81 (Yves Montand).
Albums de Dalida
Le Spectacle du Palais des sports 1980
(1980) Spécial Dalida
(1982)
Olympia 81 est un album studio et non pas, comme son nom pourrait le présumer, un album live, il présente les dernières chansons enregistrées en studio par Dalida et, pour certaines, créées sur la scène de l'Olympia à l'occasion de ses 25 ans de carrière.
Le titre phare de ce tour de chant est la chanson hommage à Jacques Brel, Il pleut sur Bruxelles, qu'elle devait reprendre systématiquement une seconde fois.
Cet album est le seul de la période Orlando à avoir été édité en format CD en 1997.

## Olympia 81

### Face A
- Une femme à quarante ans
- Il pleut sur Bruxelles
- L'Amour et moi
- Le Slow de ma vie
- Marjolaine
- Fini, la comédie

### Face B
- Et la vie continuera
- La Féria
- Je m'appelle amnésie
- Partir ou mourir
- Chanteur des années 80
- À ma manière

## Singles
- Chanteur des années 80/A ma manière (CA/49680)
- Fini la comédie/Marjolaine (CA/49720)
- Il pleut sur Bruxelles/Et la vie continuera (CA/49761)
- Americana/Une femme à quarante ans (CA/49811)

## Promotion
Dalida est apparue, entre autres, dans deux prime time :
- Palmarès 81 de Guy Lux, offrant au public un aperçu de son spectacle et en avant-première, la diffusion du clip Americana récemment tourné.
- Numéro 1 de Maritie et Gilbert Carpentier dans lequel elle invite Omar Sharif, Julio Iglesias, Jacques Chazot et Mireille Mathieu avec laquelle elle entonne Les Petites Femmes de Paris.